# Stanisław Dyk
Stanisław  Dyk (ur. 11 maja 1967 w Bodzentynie) – polski duchowny katolicki, teolog, profesor doktor habilitowany, nauczyciel akademicki Wydziału Teologii Katolickiego Uniwersytetu Lubelskiego Jana Pawła II.

## Życiorys
W 1992 ukończył studia w Wyższym Seminarium Duchownym w Kielcach i przyjął święcenia kapłańskie. Doktorat obronił w 1998, a habilitację w 2008. W 2014 uzyskał tytuł naukowy profesora nauk teologicznych.
Specjalizuje się w homiletyce i teologii pastoralnej. Pełni funkcję kierownika Katedry Homiletyki w Instytucie Liturgiki i Homiletyki Katolickiego Uniwersytetu Lubelskiego Jana Pawła II. Od 2002 zajmuje stanowisko redaktora naczelnego "Przeglądu Homiletycznego".
Jest członkiem Teologicznego Towarzystwa Naukowego w Krakowie, Towarzystwa Naukowego KUL i Sekcji Homiletów Polskich. Od 2021 jest konsultorem Komisji Duszpasterstwa Konferencji Episkopatu Polski.

## Ważniejsze publikacje
- Duch, słowo, Kościół: biblijny model ewangelizacji (2007)
- Współczesne przepowiadanie homilijne misteriów publicznego życia Jezusa (2008)
- Co głosić, aby wierzyli?: studium homiletyczne lekcjonarza mszalnego (2013)
- The concept of the new evangelization (2014)
- Dom na skale: podręcznik do nauki religii dla II klasy gimnazjum (2015)